# The Adventures of Barry McKenzie
The Adventures of Barry McKenzie é um filme australiano de 1972 estrelado por Barry Crocker, que conta a história de um yobbo australiano nas suas viagens ao Reino Unido. 
Barry McKenzie era, originalmente, uma personagem de banda desenhada criada por Barry Humphries em Private Eye. O filme foi o primeiro filme australiano a arrecadar um milhão de dólares, tendo levado à rodagem de uma sequência - Barry McKenzie Holds His Own.